# Ichneumon femorator
Ichneumon femorator là một loài tò vò trong họ Ichneumonidae.